# Endasys testaceus
Endasys testaceus är en stekelart som först beskrevs av Taschenberg 1865.  Endasys testaceus ingår i släktet Endasys och familjen brokparasitsteklar. Arten är reproducerande i Sverige. Inga underarter finns listade i Catalogue of Life.